# Tamo daleko
A Tamo daleko (cirill betűkkel Тамо далеко) szerb népdal, mely az első világháború alatt, 1915-ben keletkezett. A dalt egy meg nem nevezett szerb katona énekli, tagja annak a szerb hadseregnek, amely Szerbia lerohanása idején Albánián keresztül menekült, majd francia segítséggel Korfu szigetére települt át. A menekülés több mint tízezer halottjának végső nyughelyévé a tenger vált, emiatt a sziget körüli vizeket Plava Grobnica ("Kék Sírbolt") néven tartja nyilván a szerb kollektív emlékezet. Korfuról azután a maradék sereget Szaloniki környékére szállították, ahol a katonákat felfegyverezték, majd 1916-ban a macedón fronton újra bevetették őket.
A második világháború után emigrációba kényszerült szerbek, illetve jugoszlávok szinte nem hivatalos himnuszává vált, a hazatérés vágyának motívuma miatt. (Ugyanakkor a királyi Jugoszláviában nem számított tiltott dalnak, csak a kommunista időkben lett azzá.) 1943-ban Nikola Tesla, világhírű szerb tudós New York-i temetésén is lejátszották, az elhunyt saját kérésére.
A sláger korabeli előadói voltak többek között: Edo Ljubić, Mijat Mijatović és Dušan Jakšić.

## Az eredeti szöveg
| Szerbül (latin betűkkel): | Magyarul (nyersfordítás): |
| --- | --- |
| Tamo daleko, daleko od mora, Tamo je selo moje, tamo je Srbija. Tamo je selo moje, tamo je Srbija. Tamo daleko, gde cveta limun žut, Tamo je srpskoj vojsci jedini bio put. Tamo daleko gde cveta beli krin, Tamo su živote dali zajedno otac i sin. Tamo gde tiha putuje Morava, Tamo mi ikona osta i moja krsna slava. Tamo gde Timok pozdravlja Veljkov grad, Tamo mi spališe crkvu u kojoj venčah se mlad. Bez otadžbine na Krfu živeh ja, Ali sam ponosno klic'o, živela Srbija! | Ott messze, messze a tengertől, Ott van a szülőfalum, ott van Szerbia. Ott van a szülőfalum, ott van Szerbia. Ott messze, ahol a citrom virágzik, Ott volt a szerb sereg számára az egyetlen útvonal. Ott messze, ahol a fehér liliom nyílik, Ott adták életüket együtt: apa és fia. Ott, hol csendesen folydogál a Morava, Ott maradt a családi szentkép és a védőszentem ünnepe. Ott, hol a Timok üdvözli Veljko városát, Ott égették fel a templomot, melyben fiatalon házasodtam. Hazámat elhagyván Korfu szigetén éltem, De büszkén kiáltottam: éljen Szerbia! |

## Változatok
Számos változatban ismerjük, részben azért, mert a háborúból hazatért egyéb délszláv származású (pl. horvát vagy szlovén) katonáknak is megtetszett a dallam, illetve a távoli otthonról és a véres csatákról szóló utalások miatt egyfajta háborús nosztalgia is kötődött hozzá, de a Szerbiára vonatkozó részekkel nem tudtak azonosulni, így megváltoztatták őket. A živela Srbija! ("éljen Szerbia!") felkiáltásból živela domovina! ("éljen a haza!") lett, a tamo je Srbija ("ott van Szerbia") sorvégből pedig tamo je ljubav moja ("ott van a kedvesem"). Sőt, a titói idők emigránsai nem ritkán a tamo je Jugoslavija ("ott van Jugoszlávia") változattal helyettesítették ezt a részt, ami egyfelől az 1915-ös eseményekre vetítve anakronizmus, másfelől ritmikailag egyáltalán nem illeszkedik bele a szövegbe, ezért meglehetősen furcsán hangzott.

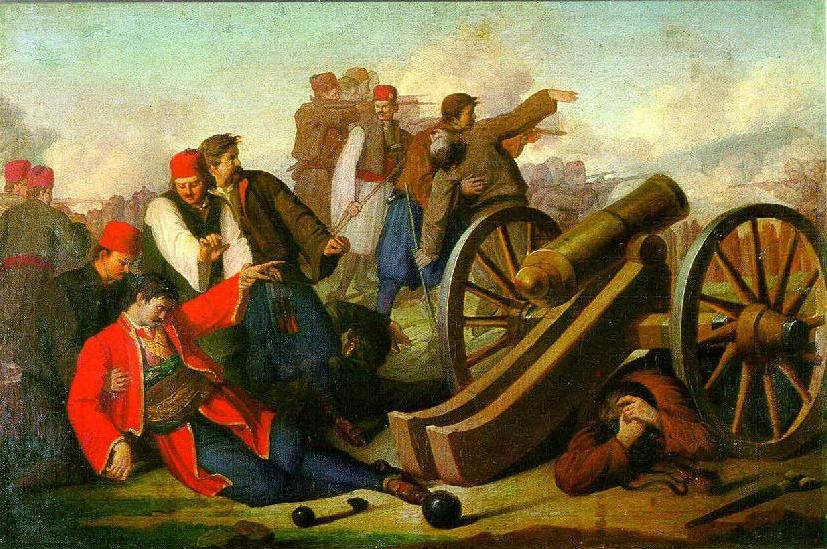
Hajduk Veljko halála. Stevan Todorović (1832-1925) festménye

 Korabeli gramofonfelvétel?*

## Érdekességek
- A dalnak számos további változata létezik, melyek már egészen korán kialakultak, köztük olyan részekkel, melyek az eredeti szövegből teljesen hiányoznak. Az egyikben pl. a fent közölt verzió minden (vagy minden második) versszaka után az alábbi refrént éneklik:

O zar je morala doć', ta tužna nesrećna noć,

Kada si dragane moj, otiš'o u krvav boj.
(Ó, hát miért jött el ama bús, szerencsétlen éjjel,

Amikor te, kedvesem, a véres csatába mentél el.)
- Van egy magyar nyelvű átköltése is, melyet az Egészséges Fejbőr nevű szélsőjobboldali (skinhead-) zenekar készített, Távol hazádtól címmel. (Csak a dallam egyezik, a szöveg teljesen más.) Link: (YouTube).